# بگ (قصرقند)
بُگ، روستایی در دهستان حمیری بخش ساربوک شهرستان قصرقند در استان سیستان و بلوچستان ایران است.

## آثار تاریخی
1. قلعه بگ این قلعه مربوط به سدهٔ ۷ ه‍.ق تا دوره قاجار است که با مساحت نزدیک به ۵۰۰۰ متر مربع در دو طبقه استوار است که طبقه همکف آن محل ذخیره مهمات نظامی بوده‌است این اثر در تاریخ ۱۲ بهمن ۱۳۸۱ با شمارهٔ ثبت ۷۲۵۹ به‌عنوان یکی از آثار ملی ایران به ثبت رسیده‌است.
2. گورستان بگ این گورستان مربوط به سده‌های متأخر دوران‌های تاریخی پس از اسلام است و در قسمت غربی روستا، و در حاشیه جاده بُگ به توکل واقع شده و در تاریخ ۲۶ اسفند ۱۳۸۷ با شمارهٔ ثبت ۲۵۹۰۸ به‌عنوان یکی از آثار ملی ایران به ثبت رسیده‌است.

## خوراک
از عمده‌ترین و معروف‌ترین غذاها و خوراکی‌های محلی روستا می‌توان به تباهگ، تنورچه، امباگی (شمبلیله و گوشت)، بریانی، کرائی، آب انبه، آب انار، چنگال (نوعی حلوا) و… اشاره نمود.

## جمعیت
بر پایه سرشماری عمومی نفوس و مسکن در سال ۱۳۹۵، جمعیت این روستا برابر با ۱٬۰۷۴ نفر (۲۵۹ خانوار) بوده‌است.